# Levati (cognome)
Levati è un cognome di lingua italiana.

## Varianti
Il cognome non presenta varianti.

## Origine e diffusione
Il cognome è tipicamente lombardo.
Potrebbe derivare dal toponimo Levate, dal latino labes, "specchio d'acqua".

## Persone
- Ambrogio Levati (1894-1963) – ginnasta italiano, medaglia d'oro ai Giochi olimpici di Anversa del 1920
- Fabrizio Levati (1945-1995) – allenatore di calcio e dirigente sportivo italiano
- Natalina Ceraso Levati (1944) – dirigente sportiva e insegnante italiana